# 2,2,3-Triméthylbutane
Le 2,2,3-triméthylbutane est un hydrocarbure saturé de la famille des alcanes de formule C7H16. Il est un des neuf isomères de l'heptane.
C'est l'isomère de l'heptane qui a le meilleur indice d'octane (RON 112.1, MON 101.1).